# Ziegenbrunnen (Ilmenau)

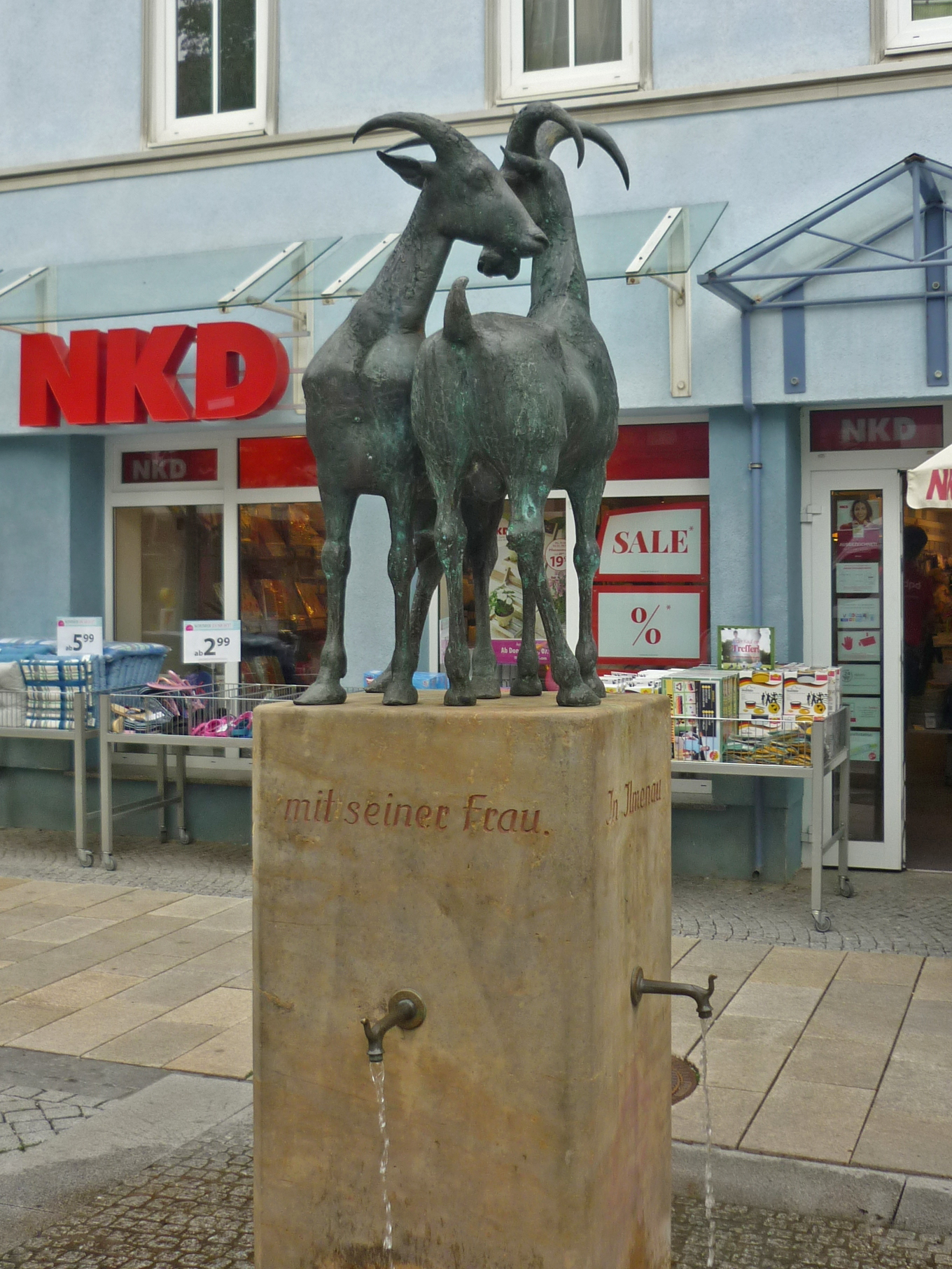
Ziegenbrunnen in Ilmenau

In der Lindenstraße vor dem ehemaligen Hotel Zum Löwen im thüringischen Ilmenau steht seit 1998 ein Ziegenbrunnen.
Auf den Seitenflächen des Sockels steht der Spruch: In Ilmenau, da ist der Himmel blau. Da tanzt der Ziegenbock mit seiner Frau. Unter dem Spruchband sind auf den vier Seiten die Ausgüsse. Auf dem Sockel steht ein tanzendes Ziegenpaar aus Bronze. Geschaffen wurde die Skulptur von Volkmar Kühn. 
Das Spruchband parodiert ein Volkslied, das spätestens 1880 veröffentlicht wurde und zunächst in Bezug zu Lindenau stand und neben Variationen so begann: Jetzt geht’s nach Lindenau, da ist der Himmel blau, da tanzt der Ziegenbock mit seiner Frau.

## Kuriosum
In zahlreichen Gemeinden und Stadtteilen mit dem Ortsnamengrundwort „-au“ wurde der oben erwähnte Spruch auf die eigene Kommune übertragen. Es ist daher nicht erstaunlich, dass vor dem Hintergrund desselben oder leicht variierten Spruchs, in dem nur der Ortsname abgeändert wurde, neben dem Ilmenauer Ziegenbrunnen in drei weiteren Gemeinden künstlerisch gestaltete Ziegendarstellungen aus Bronze und Stahl existieren. So in Obernau (mit Abbildung) der Geißenbrunnen, in Oppenau auf dem Adlerplatz und drei tanzende Ziegenpaare am Ortseingang von Deizisau.